# Cathy Yuzna
Cathy Cherry Yuzna (...) è un'attrice statunitense.

## Biografia
Cathy Yuzna, è la moglie dell'affermato regista Brian Yuzna con il quale ha avuto 4 figli anch'essi attori: Zoe Yuzna, Conan Yuzna, Noah Yuzna e Logan Yuzna. Cathy, grazie al marito ha recitato in piccole parti o come comparsa. In molti suoi film Brian Yuzna, ha utilizzato come comparse moglie e figli.

## Filmografia

### Attrice
- Re-Animator (1985)
- Silent Night, Deadly Night 4: Initiation (1990)
- Silent Night, Deadly Night 5: The Toy Maker (1991)